# Bebenhausen (Kettershausen)

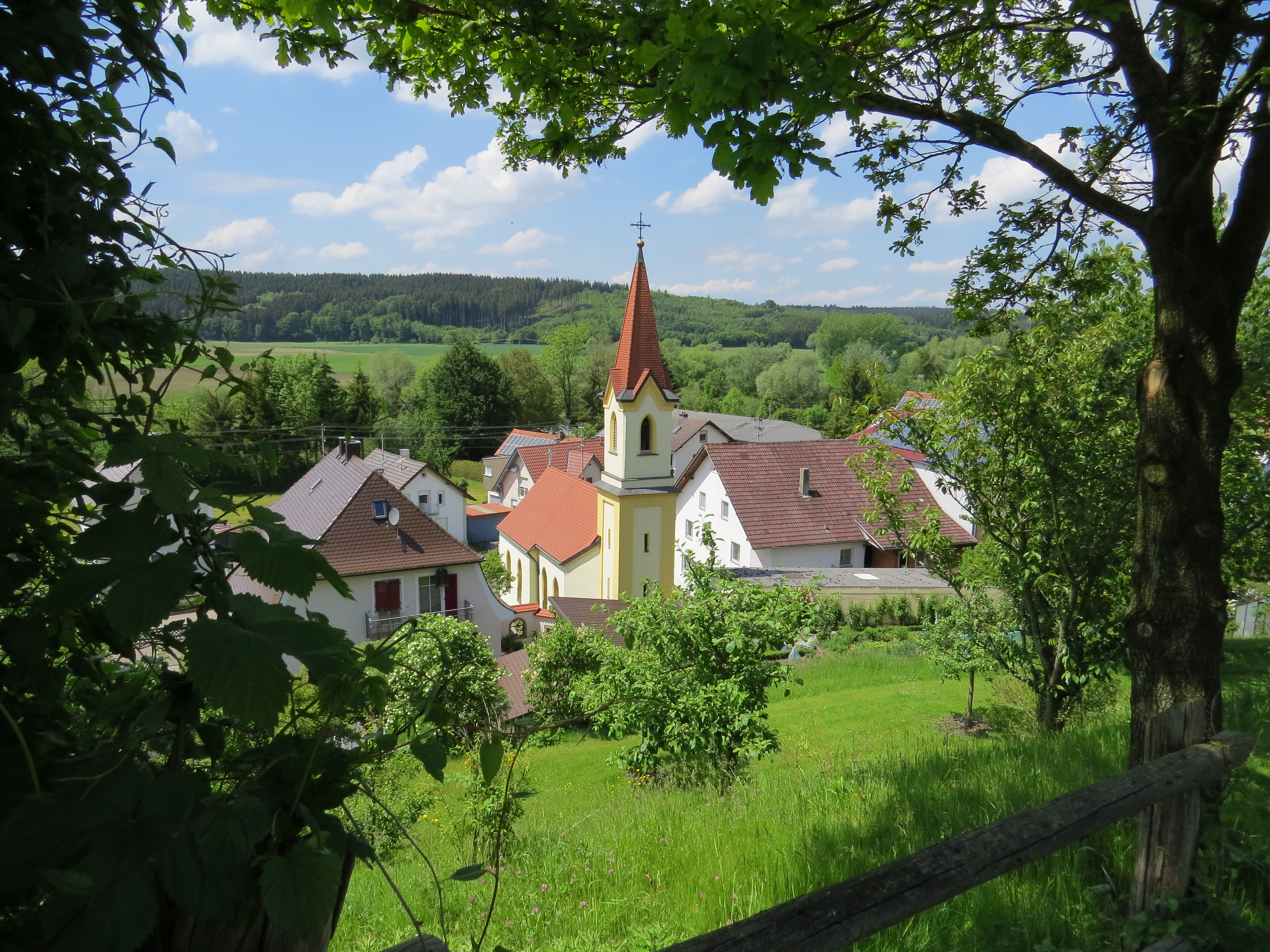
Blick auf Bebenhausen mit der Kirche St. Leonhard

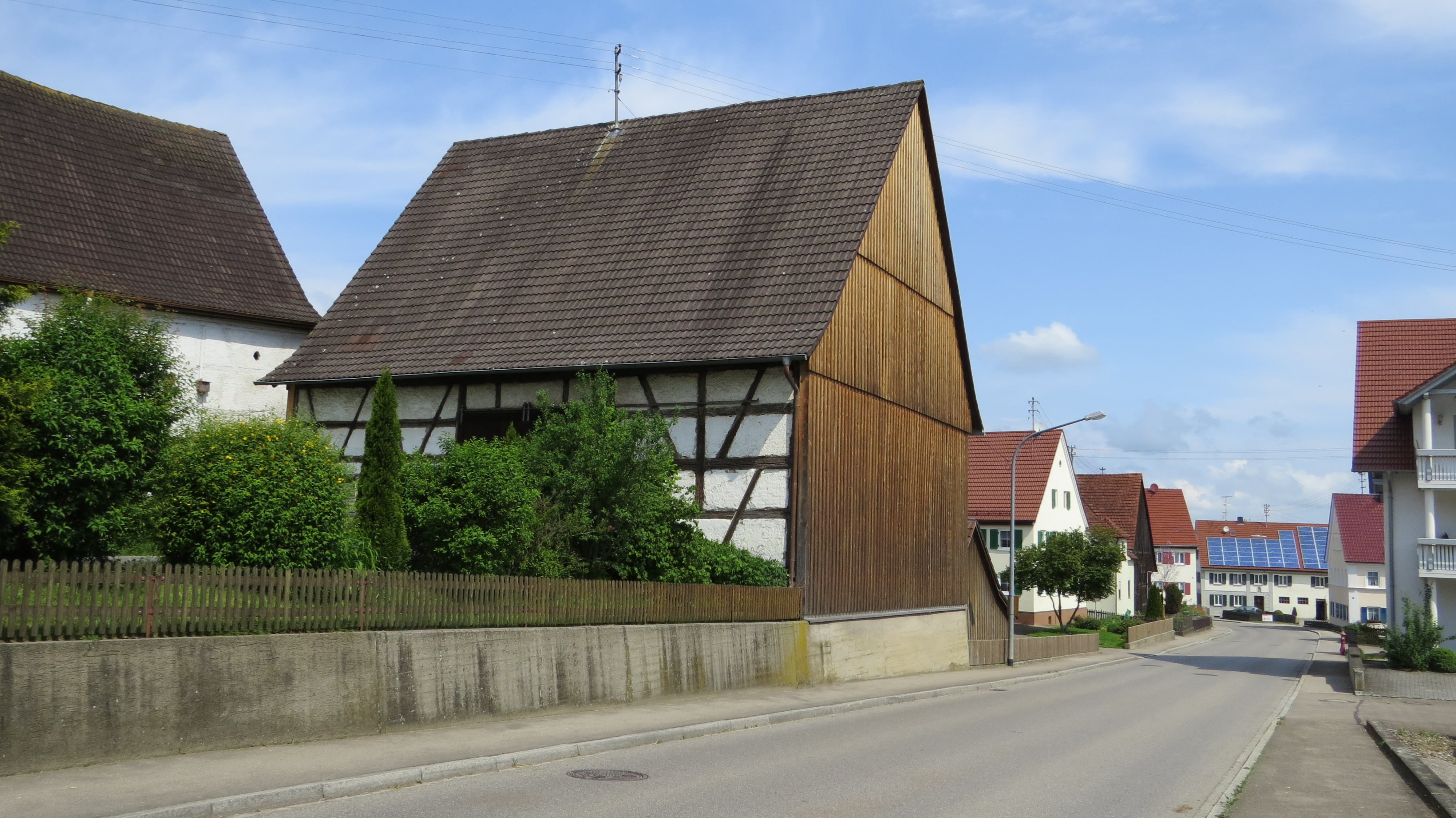
Fachwerkstadel aus dem 18. Jahrhundert

Bebenhausen ist ein Ortsteil der Gemeinde Kettershausen im schwäbischen Landkreis Unterallgäu.

## Geografie
Das Kirchdorf liegt auf freier Flur, direkt im Süden von Kettershausen und ist seit mindestens dem 19. Jahrhundert baulich mit diesem verbunden. Die Bundesstraße 300 durchquert es in Nord-Süd-Richtung.

## Geschichte
Das Dorf teilte im Wesentlichen die herrschaftsgeschichtliche Entwicklung mit dem Hauptort Kettershausen.
Die zum aufgelösten Landkreis Illertissen gehörige ehemals selbstständige Gemeinde wurde zum Abschluss der Gemeindegebietsreform am 1. Mai 1978 nach Kettershausen eingegliedert.

## Baudenkmäler
Der Ort besitzt sechs eingetragene Baudenkmäler:
- Katholische Filialkirche St. Leonhard, neugotischer Saalbau von 1873/74
- Spätmittelalterliches Steinkreuz neben der Kirche
- Wohnhaus, zweigeschossiger, giebelständiger Satteldachbau, im Kern 18. Jahrhundert, Dorfstraße 31
- Fachwerkstadel aus dem 18. Jahrhundert, Bergweg 2
- Moderne Wegkapelle an der Straße nach Oberroth (Günzbrücke) mit Figur des Johann Nepomuk aus dem 18. Jahrhundert
- Sogenannte Hallers-Kapelle am Weg nach Olgishofen, 18. Jahrhundert

Siehe Liste der Baudenkmäler in Kettershausen.